# یخچال سارپو لاگو

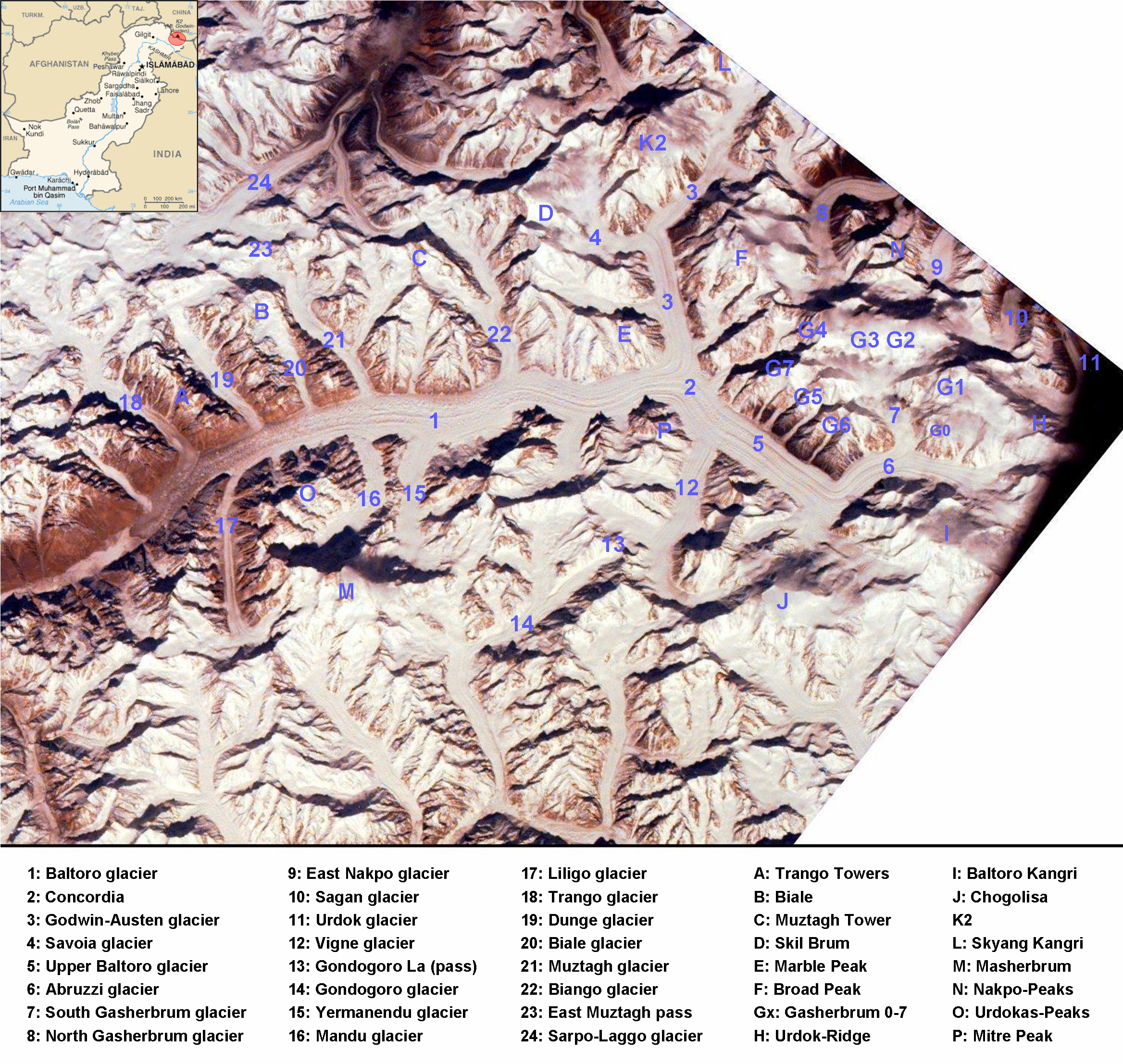
قراقروم داخلی. یخچال بالتورو با شماره (۱) و یخچال سارپو لاگو (۲۴) مشخص شده‌اند.

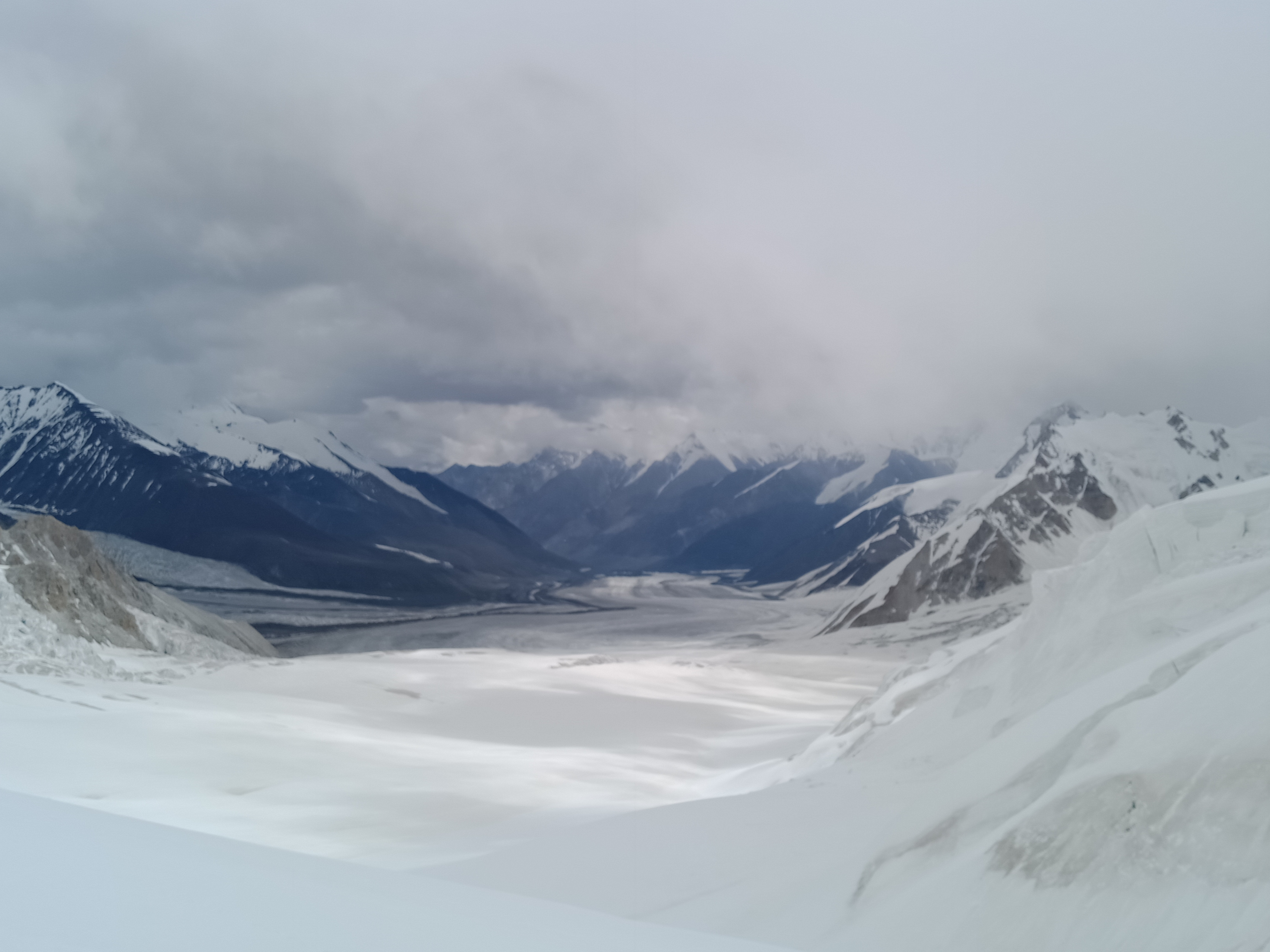
یخچال یارپو لاگو در منطقه خودمختار سین‌کیانگ چین و در مرز چین و پاکستان قرار دارد.

یخچال سارپو لاگو (انگلیسی: Sarpo Laggo Glacier) یک یخچال طبیعی در منطقه خودمختار سین‌کیانگ چین است که در کوه‌های قراقروم رشته‌کوه‌های هیمالیا قرار دارد. این یخچال در شمال رشته‌کوه بالتورو موستاق جای دارد و از یخچال بالتورو در سمت پاکستانی کوه‌های قراقروم  و از مسیر گردنه قدیمی موستاق در شمال‌شرق کوه‌های ترانگو قابل دسترسی است. دسترسی به این یخچال از سمت چین و کوه‌پیمایی طولانی از کاشغر در شاهراه قراقرم و در نهایت گذر از کمپ اصلی جبهه شمالی کی۲ آسان‌تر است.
سارپو لاگو به معنای شوهر جوان (young husband) است. نام این یخچال از فرانسیس یانگهازبند (Francis Younghusband) گرفته شده که نخستین فردی است که از گردنه قدیمی موستاق گذشته و وارد منطقه سارپو لاگو شده‌است. یخچال دیگری در نزدیکی این یخچال نیز به نام این شخص یخچال یانگهازبند نام‌گذاری شده که به نام یخچال بیانگو نیز شناخته می‌شود. این یخچال از موستاق تاور به سمت یخچال بالتورو جریان دارد.